# 梁TC威廉·羅伊訴律政司司長案
《梁威廉訴律政司司長》，是一宗香港高等法院判決的案件，該案的英文全名為“Leung TC William Roy v Secretary for Justice”。該案件汲及性傾向平等保護權和司法申訴權。在該案件中，高等法院設下了一個先例，禁止任何政府公共部門任何基於性傾向而作出的不合理的不同對待，並且最終讓香港男同性戀者的合法性交年齡與女同性戀者及異性戀者的合法性交年齡平等化。

## 背景
在此案之前，男性同性戀的合法性行為的同意年齡為21歲，但女同性戀或異性戀則是16歲。基於《刑事罪行條例》，任何男性與另一名21歲以下男子發生肛交，或本身是21歲以下，最高判刑是判處終身監禁。2004年，申請人梁先生，為一名20歲的男同性戀者，在沒有被逮捕或起訴的情況下向高等法院申請許可進行司法覆核。在他的申請書中，梁先生指《刑事罪行條例》中的規定，是帶歧視性的並嚴重干預他的私人生活。由於相關的條文，梁先生沒有辦法透過性愛向他的伴侶表達他的愛意及建立親密的關係，因此，這使他無法建立長期持久的關係。其後果是自卑，孤獨和感到被邊緣化。(原訟庭判詞第6段)
在訴訟期間，梁先生挑戰四條不同的《刑事罪行條例》中的規定，指該四條規定侵犯其憲法權利中的平等權和私隱權。高等法院原訟庭法官夏正民在2005年7月聽取口頭辯論，並在隨後的一個月，宣布申請人勝訴，並指梁先生所挑戰的四條法例均違反了《基本法》及《人權法》中對平等權和私隱權的保障。法官夏正民同時發出法庭手令，宣佈《刑事罪行條例》中有關「禁止21歲以下進行肛交」的條文，應理解為「禁止16歲以下進行肛交」，而其法律效力亦隨之作相關的調整。
緊接著，保守派宗教團體譴責原訟庭的判決，並要求政府提出上訴並推翻法官夏正民的法庭手令。2005年9月，政府宣布提出上訴。上訴庭於2006年7月開始處理此案，並於同年9月20日作出判決。上訴庭的三位法官認同原訟庭法官夏正民的判決，並一致駁回政府對該案的上訴。政府隨後表示會接納法院的判決及分析，並且不會向終審法院上訴。

## 相關法例
在他的申請進行司法覆核的案件中，梁先生挑戰《刑事罪行條例》中的第118C條，第118F（2）（a）條，第118H條和第118J（2）（a）條。梁先生指該四條法例並未能滿足《基本法》中的第25條和第39條及《人權法》中第1條，第14條和第22條對平等權和私隱權的基本保證。
| 刑事罪行條例 | 標題                                               | 條文 |
| ------------ | -------------------------------------------------- | --- |
| 第118C條     | 由21歲以下男子作出或與21歲以下男子作出同性肛交     | 任何男子: (a) 與年齡在21歲以下的男子作出肛交；或 (b) 年齡在21歲以下，而與另一名男子作出肛交， 即屬犯罪，一經循公訴程序定罪，可處終身監禁。                                                                        |
| 第118F條     | 非私下作出的同性肛交                               | (1) 任何男子與另一名男子非私下作出肛交，即屬犯罪，一經循公訴程序定罪，可處監禁5年。 (2) 原會為施行本條而被視為私下作出的作為，如在下述情況下作出，則不得視為私下作出: (a) 作出時有超過2人參與或在場......         |
| 第118J條     | 男子與男子非私下作出的嚴重猥褻作為                 | (1) 任何男子與另一名男子非私下作出嚴重猥褻作為，即屬犯罪，一經循公訴程序定罪，可處監禁2年。 (2) 原會為施行本條而被視為私下作出的作為，如在下述情況下作出，則不得視為私下作出: (a) 作出時有超過2人參與或在場...... |
| 第118H條     | 由21歲以下男子作出或與21歲以下男子作出嚴重猥褻作為 | 任何男子: (a) 與年齡在 21 歲以下的男子作出嚴重猥褻作為 ；或 (b) 年齡在 21 歲以下，而與另一名男子作出嚴重猥褻作為， 即屬犯罪，一經循公訴程序定罪，可處監禁 2 年。                                                  |

| 香港人權法案條例 | 標題                                         | 條文 |
| ---------------- | -------------------------------------------- | --- |
| 第1(1)條         | 享受權利不分區別                             | 人人得享受人權法案所確認之權利，無分種族、膚色、性別、語言、宗教、政見或其他主張、民族本源或社會階級、財產、出生或其他身分等等。                                                                                           |
| 第14條           | 對私生活、家庭、住宅、通信、名譽及信用的保護 | (一) 任何人之私生活、家庭、住宅或通信，不得無理或非法侵擾，其名譽及信用，亦不得非法破壞。 (二) 對於此種侵擾或破壞，人人有受法律保護之權利。                                                                                |
| 第22條           | 在法律前平等及受法律平等保護                 | 人人在法律上一律平等，且應受法律平等保護，無所歧視。在此方面，法律應禁止任何歧視，並保證人人享受平等而有效之保護，以防因種族、膚色、性別、語言、宗教、政見或其他主張、民族本源或社會階級、財產、出生或其他身分而生之歧視。 |

| 香港基本法 | 條文 |
| ---------- | --- |
| 第25條     | 香港居民在法律面前一律平等。 |
| 第39(1)條  | 《公民權利和政治權利國際公約》、《經濟、社會與文化權利的國際公約》和國際勞工公約適用於香港的有關規定繼續有效，通過香港特別行政區的法律予以實施。 |

## 主要議題
高等法院在本案件中探討了五大議題:
1. 香港法院是否有司法管轄權去受理所謂 「帶有學術性質」的案件?
2. 原告人是否有足夠的「訴訟地位 (locus standi)」去入稟法院進行司法覆核?
3. 《刑事罪行條例》中的條文是否有歧視男同性戀者?
4. 一條法例是否可以看似字面上公平但本質上卻帶有歧視成分?
5. 法院是否應該讓立法機關處理對法律條文作憲法地位挑戰的案件？

## 爭辯及分析

### 議題一: 香港法院是否有司法管轄權去受理所謂 「帶有學術性質」的案件?
- 判決

有
- 爭辯

政府辯稱，由於申請人沒有被逮捕或起訴，所以該案是帶有學術或假設性質。然而，根據司法慣例，法院認為法院本身不應審理這類案件。因此，法院沒有司法管轄權審理申請人的個案。（原訟庭判詞，第11段; 上訴庭判詞，第26段）
- 分析

雖然法院通常會駁回這類案件，並會要求申請人出示證明反映因為政府的判決、決策或行動而造成申請人某種形式的傷害或不便，法院方會接受申請人的司法覆核的案件，但這並不代表香港的法院沒有司法管轄權去處理「帶有學術性質」的案件。法院一般會避開處理這類案件，是因為在沒有足夠及詳細的證據或背景資料底下，要求法院對重要的法律原則作任何決定都將會是非常危險的，但法院會因應情況酌情處理是否審理這類案件。當出現特殊情況下，若法院認為有需要行使酌情權處理這類案件時，法院可跟從《高等法院條例》第21K（2）條所提供的指示處理這類案件:
|  | 要求作出宣布或授予強制令……的申請，可按照法院規則以申請司法覆核的方式提出，而原訟法庭在接獲該申請後，如在考慮到: (a) 可藉履行義務令、禁止令或移審令批予濟助的事宜的性質； (b) 可藉該等命令批予濟助所針對的人及團體的性質；及 (c) 有關案件的所有情況， 認為作出宣布或授予強制令(視屬何情況而定)是公正及適宜的，可作出所要求的宣布或授予所要求的強制令。 |

此外，法院批評，若根據政府對司法管轄權的理解而處理這案件，申請人梁先生便必須要以身試法去觸犯法例以滿足司法覆核的申請要求。法院因此強調，不單是沒有任何人是需要觸犯任何法例只為求向法院入稟提出訴訟以保障其個人的基本人權，而且這將會與《基本法》第35條的精神背道而馳:
|  | 《基本法》第35條: 香港居民有權......向法院提起訴訟......及時保護自己的合法權益......和獲得司法補救。 |

（原訟庭判詞，第51-60段; 上訴庭判詞，第28段）

### 議題二: 原告人是否有足夠的「訴訟地位 (locus standi)」去入稟法院進行司法覆核?
- 判決

有
- 爭辯

政府辯稱，申請人梁先生並沒有被逮捕或起訴，因此，他缺乏訴訟地位(locus Standi)向法院提交案件。而且即使申請人會被認為有足夠的訴訟地位，法律規定司法覆核的申請人由受負面影響的3個月內申請司法覆核的時限已經過去了很久 (由申請人梁先生16歲開始計算)。(上訴庭判詞，第23段）
- 分析

上訴庭強調，此案汲及男同性戀者對彼此表達愛和親密關係的方法，因此該案件與 男同性戀者作為社會一部分的地位，公民價值和自我價值有密切關係。因此，法院裁定，申請人梁先生有足夠的訴訟地位，而且法院在此案所需處理的問題，將會對「社會上一部份人的個人尊嚴有深遠的影響」，所以法院更加應該接納梁先生司法覆核的申請。

上訴庭跟隨原訟庭夏正民法官同樣的思路認為，法院在此案中需考慮3個月的時間限制及其影響，但3個月的時間限制在此案中並不是一個具決定性的因素。上訴庭在分析此議題時，更直接引用夏正民法官的判詞:
|  | 必須記住的是，即使此案缺乏及時性，法院是擁有酌情權的。在行使酌情權時，其中一個問題必須考慮到的是，案件中所涉及的議題的重要性。如若像本案，案件中所牽涉的議題與某界別人士的基本人權相關，那對我來說，考慮到公共政策的層面上，這便有決定性。 |

(上訴庭判詞，第29及39段）

### 議題三: 《刑事罪行條例》中的條文是否有歧視男同性戀者?
- 判決

有
- 爭辯

政府在沒有任何辯駁的情況下承認，《刑事罪行條例》中第118F(2)(a)條，第118H條，以及第118J(2)(a)條的確實侵犯了申請人的平等權和私隱權，但政府相信第118C條應該仍然有效，因為第118D條與第118C相似，禁止異性戀者於21歲以下進行肛交。（原訟庭判詞，第99段）
- 分析

法院同意並接受了政府的讓步。法院隨後轉移到分析議題四。（原訟庭判詞，第99段）

### 議題四: 一條法例是否可以看似字面上公平但本質上卻帶有歧視成分?
- 判決

不可以
- 爭辯

政府認為，法院不應視肛交為性交的一種，因此法院不應該拿法律禁止異性16歲以下性交的規定與第118C條禁止男同性戀者21歲以下肛交作比較，再加上第118D條與第118C條相似，禁止異性戀者於21歲以下進行肛交，所以政府認為法院應判處第118C條的法律地位依舊有效。(上訴庭判詞，第46段）
|  | 《刑事罪行條例》第118D條: 與21歲以下女童作出肛交: 任何男子與年齡在21歲以下的女童作出肛交，即屬犯罪，一經循公訴程序定罪，可處終身監禁。 |

- 分析

透過檢視《刑事罪行條例》的內容及英國案例Sutherland v UK ，法院認為，無論是在普通法的層面又或《刑事罪行條例》中，肛交都是性交的一種。此外，法院明確指出，性交不僅只是為了生育下一代，也是表達愛與親密的一種手法，而對男同性戀者而言，肛交符合這些定義。因此，法院可以公平地用「肛交」和「性交」作比較。
法院和政府均分別地認同「性傾向」是可以用作把不同人士分類的身分界別。因此，《基本法》中的第25條和第39條及《人權法》中的第1條和第22條，會嚴正地審議政府任何基於個人性傾向的不同對待手法是否合理，及有否造成歧視。上訴庭在分析此議題時，直接引用夏正民法官的判詞:
|  | 當大多數人可以用對於他們來說為之與生俱來的方式進行性愛，而另一方面否決少數族群唯一性愛表達方式的時候，即使這樣的禁制對所有人都適用，仍然是一種歧視。在審訊的過程中，這種歧視被形容為「偽裝了的歧視」，我認為是一個恰當的描述。這是偽裝了的歧視建立在單一的基礎之上——性傾向。 |

（原訟庭判詞，第17-20段; 上訴庭判詞，第43及46-48段）

### 議題五: 法院是否應該讓立法機關處理對法律條文作憲法地位挑戰的案件？
- 判決

視乎情況而定，但在本案中，否
- 爭辯

政府認為，所有對由立法機關設立的法律條文作憲法地位挑戰的案件，法院都應遵循「判斷餘地原則(margin of appreciation)」的司法慣例，讓立法會處理有關的事項。根據這論點，政府暗示，立法機關處於一個更好的位置來決定什麼是對社會是好的還是壞的。因此，如果社會認為男男21歲以下肛交應該受到禁制，那麼法院應該讓 立法會處理相關問題。(上訴庭判詞，第52段）
- 分析

理論上，法院應保持公正和獨立，不受任何干涉。然而，法官並不是通過選舉而挑選出來的，但立法會成員卻是。因此，立法機關處於一個更好的位置來決定社會的需求是什麼。法院應承認並欣賞這一事實。因此，法院應該讓立法機關處理與公共政策及其相關的事宜。這便是「判斷餘地原則」司法慣例。
儘管如此，法院給予立法機關的「判斷餘地」不應該是無限的。如果有一明顯的基於個人種族、性別或性傾向而對相關人士作出侵犯基本人權的情況出現，法院必須嚴格並仔細的檢視有關的理由是否合理和必需的，並有義務宣稱違反憲法的法律無效。在跟隨「判斷餘地原則」的同時，法院也應牢記自己有責任保護少數群體的利益。因此，法院必需被給予合理的理由方可容許任何侵犯基本人權的事情。在這案件中，法院並沒有被說服，政府侵犯申請人梁先生的基本人權是合理和必需的。(上訴庭判詞，第52-55段）

## 總結
高等法院最後向申請人梁先生及此案發出以下的宣布令(writ of declaration):
- 由於未能滿足《基本法》中的第25條和第39條，及《人權法》中第1條、第14條和第22條對平等權和私隱權的保障，《刑事罪行條例》中的第118F(2)(a)條和第118J(2)(a)條實屬違憲並因此失去所有法律效力。
- 由於未能滿足《基本法》中的第25條和第39條，及《人權法》中第1條、第14條和第22條對平等權和私隱權的保障，《刑事罪行條例》中的第118C條和第118H條實屬違憲，而當中有關「禁止21歲以下進行肛交」的條文，應理解為「禁止16歲以下進行肛交」，而其法律效力亦隨之作相關的調整。

（原訟庭判詞，第47、99、147及152段; 上訴庭判詞，第56段）

## 案件的重要性
此案對香港的法制產生以下重要的影響:
- 不論同性戀或是異性戀，合法的性行為均為16歲。
- 《人權法》中的第1條和第22條被解釋為包括性傾向，因此，所有官方的政策或決定，若基於個人性傾向而作出的不合理的待遇或歧視，將會被視為違憲。
- 若涉及憲法的基本權利，即使沒有因政府的裁決、決定或行動而造成的損害或不便，香港人亦有資格向法院提出訴訟並控告政府。

## 跟進工作
2013年12月，香港律政司向立法會提交文件，表示會在稍後刊憲的《二〇一四年成文法（雜項規定）條例草案》中，正式修訂有關條文，該草案亦會作出多項技術性修訂。配合2005年法院作出的違憲判決，將同性肛交的年齡限制正式改在16歲。